# Kongwe Hill
Kongwe Hill är ett berg i distriktet Dowa i Central Region i Malawi. Toppen är 1 662 meter hög och sträcker sig 322 meter över omgivande terräng. Hela bergsområdet och skogen som täcker det har varit ett naturskyddsområde sedan 1926.